# Stafford Township (New Jersey)
Pour les articles homonymes, voir Stafford Township.
Stafford Township est une municipalité américaine située dans le comté d'Ocean au New Jersey.
Lors du recensement de 2010, sa population est de 26 535 habitants. La municipalité s'étend sur 54,88 milles carrés (142,14 km2), dont 9,03 milles carrés (23,39 km2) d'étendues d'eau.
Créé le 3 mars 1750 par charte royale, le township de Stafford devient une municipalité en 1798. Il doit son nom au Staffordshire anglais.